# Кикинёв, Василий Матвеевич
Василий Матвеевич Кикинёв (укр. Василь Матвійович Кікіньов; 23 января 1930, Машлыкино, Ростовская область — 12 апреля 2017, Киев) — советский украинский художник-живописец. Член Союза художников УССР. Заслуженный художник Украины.

## Биография
В. Кикинёв родился 23 января 1930 г. в с. Машлыкино Ростовской области РСФСР, СССР (ныне Россия). 
В 1954 году окончил Луганское государственное художественное училище. Учителя по специальности Т. Капканец, А. Фильберт.  
Жил в Ворошиловграде (Луганске). Работал в городском художественном производственном комбинате Художественного фонда Украины.  
В 1955—1965 гг. был заместителем председателя Ворошиловградского общества художников. 
Преподавал в Ворошиловградском художественном училище (1973—1974 гг.). 
В 1980 году вступил в Союз художников Украины. Занимал должность главного художника Ворошиловградского отделения художественного фонда УССР (1980—1983). Был председателем секции живописи, графики и монументального искусства Луганской организации Национального Союза Художников Украины (с 1988 г.). 
В 2007 году получил звание Заслуженного художника Украины. 

## Творчество
Работал в области станковой живописи. Автор масштабных тематических картин, посвященных шахтёрам, а также портретов, натюрмортов и пейзажей. В 1982 году оформлял музей «Молодая гвардия» в городе Краснодоне Луганской области, посвященный героям-молодогвардейцам.
Выставочную деятельность начал в 1960-х годах. Участвовал в областных, республиканских, всесоюзных, международных и персональных выставках. Произведения хранятся в Луганском областном художественном музее, Луганском областном краеведческом музее, музее истории и культуры Луганска, литературном музее В.И. Даля (Луганск), Дирекции выставок министерства культуры УССР, Стахановском историко-художественном музее, Art Gallerey, Киев, Украинском национальном музее в Чикаго, а также в частных коллекциях.
Выставки:
Персональные выставки: 1970, 1980, 1985, 1987, 2001 — Луганск; 
2000 — «Слобожанский луг», Луганск;
2001 — «Украина — 10 лет независимости», Киев;
2002 — «Искусство», Москва; 
2003 — «Каменный цвет Луганской земли», Киев; 
2004 — Выставка к 190-летию Т. Г. Шевченко, Киев; 
2005 — Выставка украинских художников в Чикаго; 
2005 — Центральный Дом художников, Киев; 
2007 — галерея «Университет» Национального университета им. Тараса Шевченко, Киев; 
2008 — Anngallery, Киев; 
2011 — Art Gallery, Киев.
Произведения:
- «И в глубоких шахтах Донбасса» (1969);
- «Копченая сельдь» (1970);
- «Арбуз моим друзьям шахтерам» (1977);
- «Проходчики бригады Кочергина» (1978);
- «Бурильщики» (1978);
- «Звено проходчиков» (1978);
- «Морозный вечер. Старые яблони» (1979);
- «Зима. Березы» (1979);
- «Алексей Стаханов» (1980);
- «Михаил Кожемяка звеньевой проходчиков» (1980);
- «Николай Мамай» (1986);
- «С работы» (1988);
- Серия работ «Карпаты» (1988);
- «Власть» (1993);
- «Бархат» (1999);
- «Бархатцы» (2000);
- «Внукам моим тыквы, бархатцы и яблоки» (2001);
- «Сирень и птички» (2002);
- «Начало весны» (2003);
- «Благодать в тени деревьев» (2003);
- «Лесное болотце» (2004);
- «Пионы в саду» (2004);
- «Молодой дубок» (2005);
- «Бухта Чехова» (2005);
- «Скалы» (2005);
- «Гурзуфская улочка» (2005);
- Серия работ «Крым» (2005—2008);
- «Полевые цветы» (2005);
- «Последний снег» (2006);
- «Жара. Старые терриконы» (2007);
- «У дедушки на пасеке» (2008);
- «Цветы Луганщины» (2008);
- «Гурзуф. Бухта Балаклава» (2008);
- «Пионы на окне» (2009);
- «Пионы на столе» (2009);
- «Подсолнухи» (2009);
- «Пионы для внучки» (2015);
- «Воскресение» (2015).

## Награды и звания
- Медаль «Защитнику Отчизны».
- Юбилейная медаль «50 лет Победы в Великой Отечественной войне 1941—1945 гг.».
- Юбилейная медаль «65 лет Победы в Великой Отечественной войне 1941—1945 гг.».
- Медаль «Ветеран труда».
- Медаль «За заслуги перед Луганщиной».
- Грамота от Митрополита Харьковского и Богодуховного Никодима (10.10.2001).